# Basilika Unserer Lieben Frau von Trsat

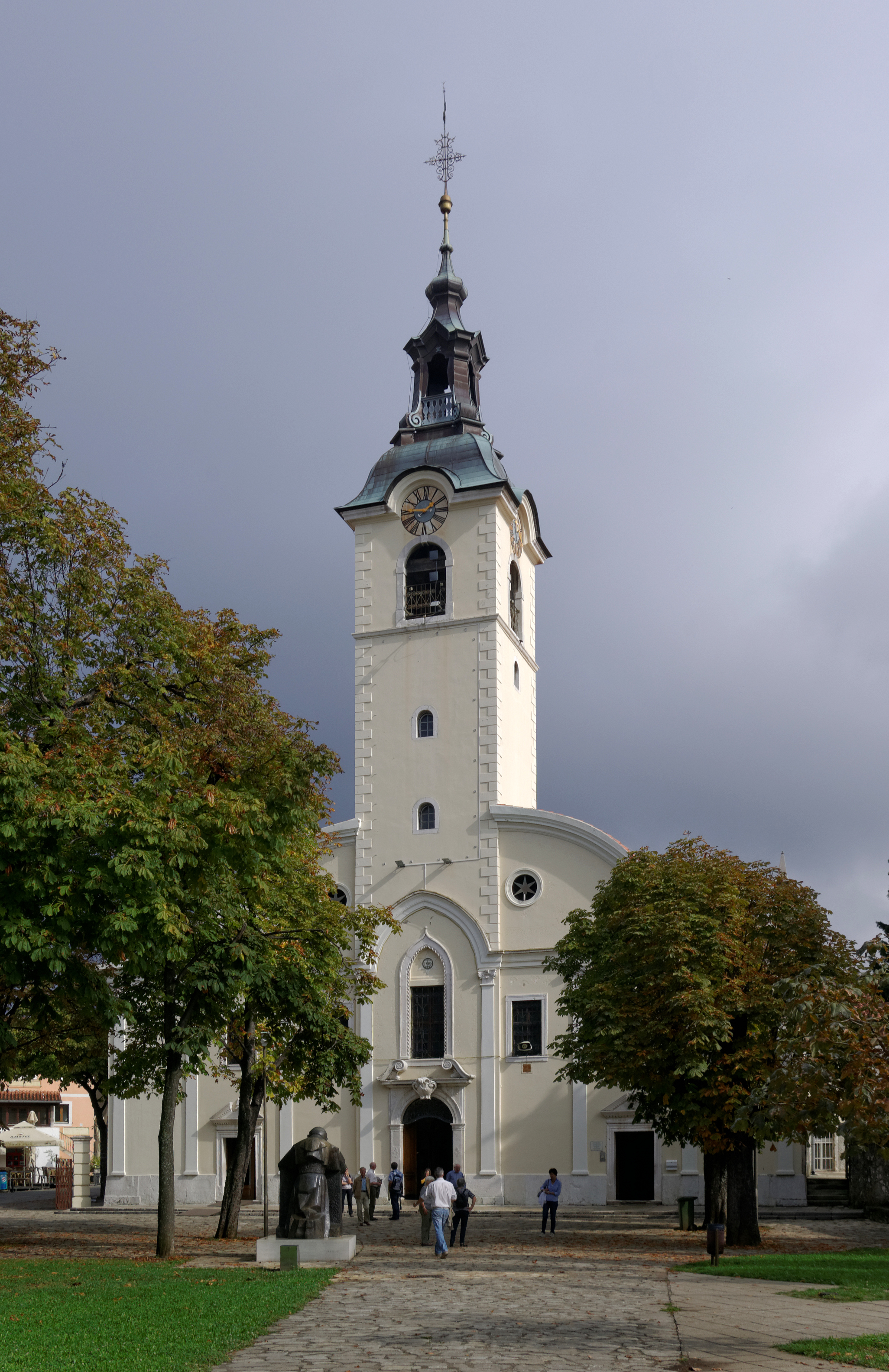
Fassade der Basilika

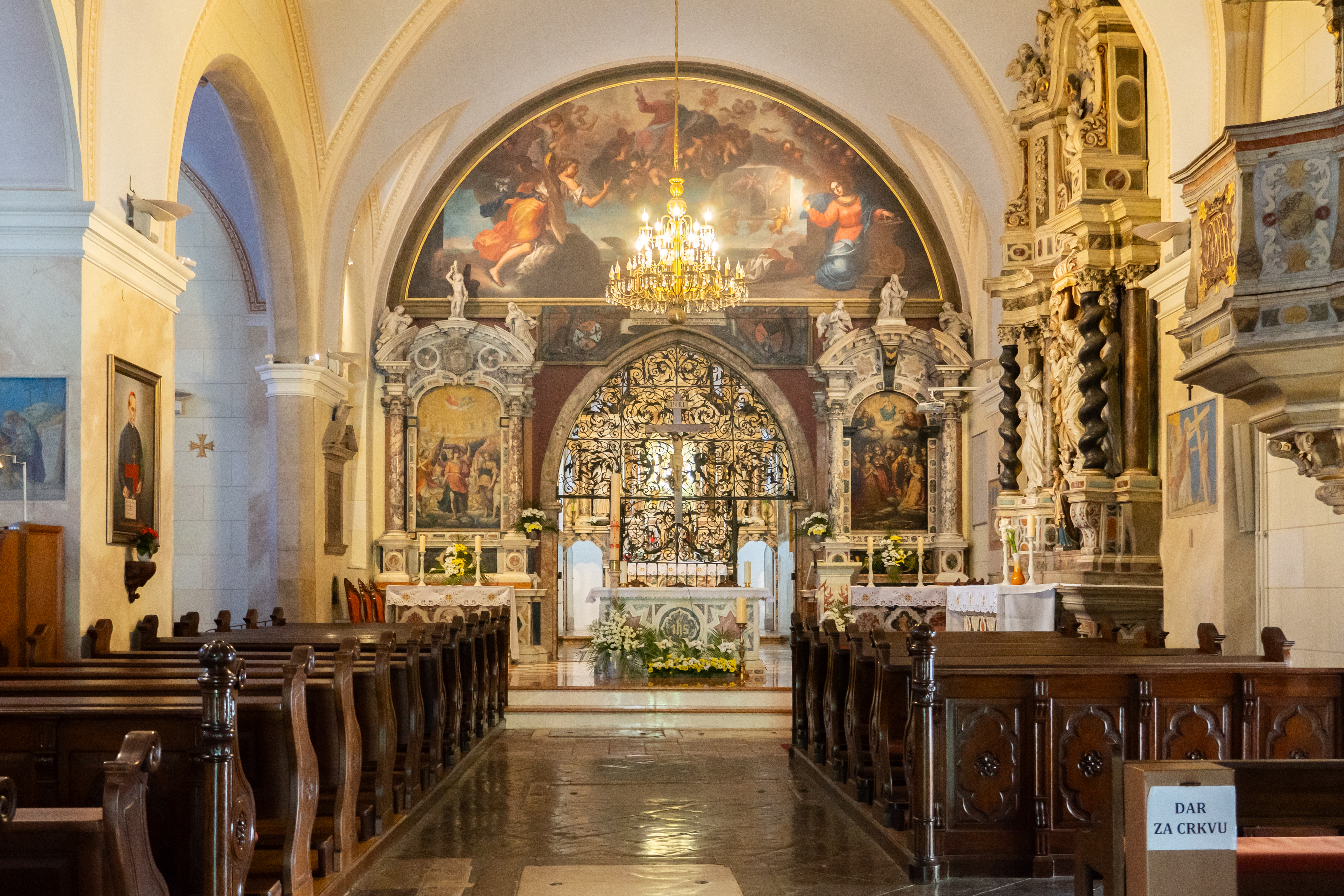
Altarraum

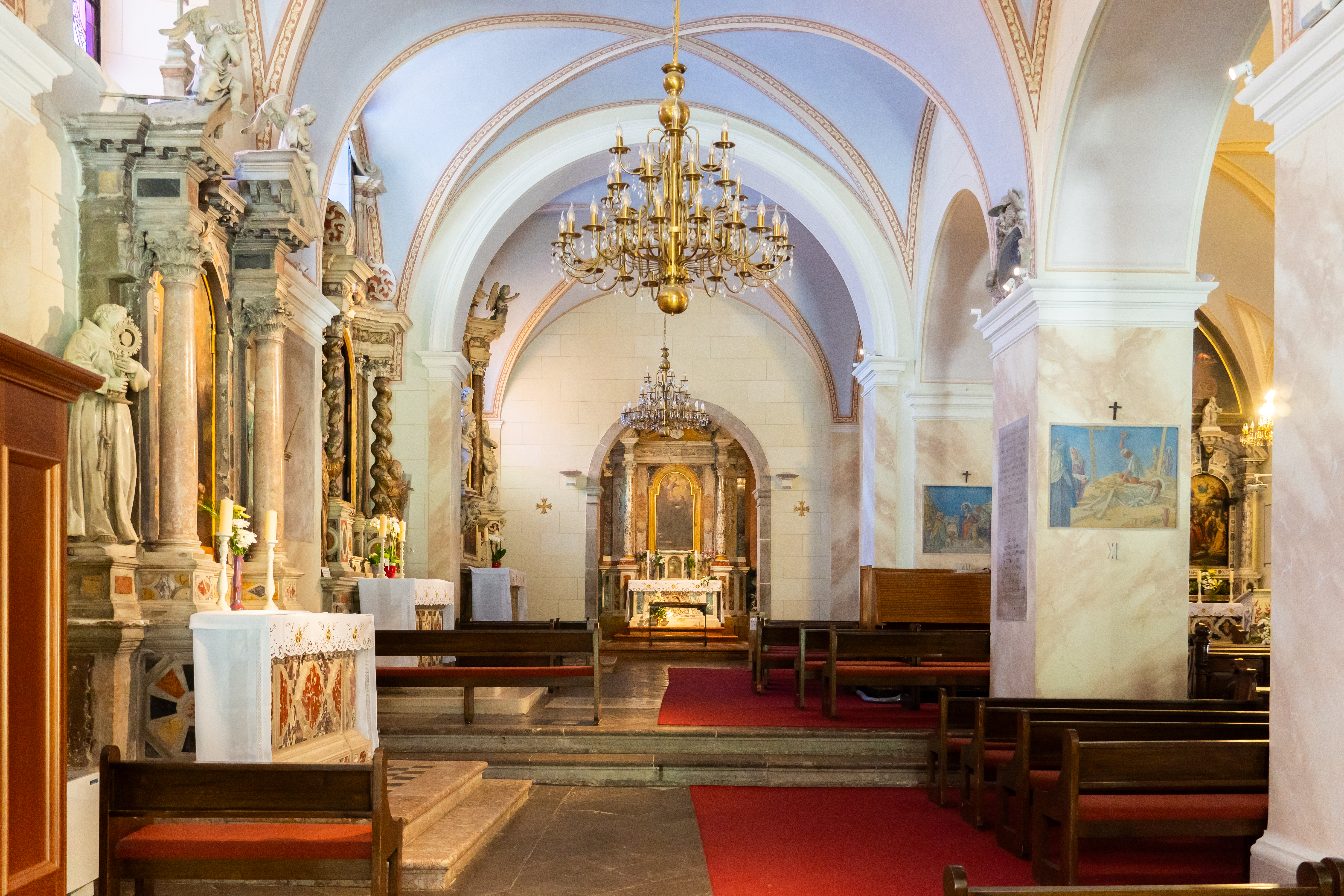
Innenansicht

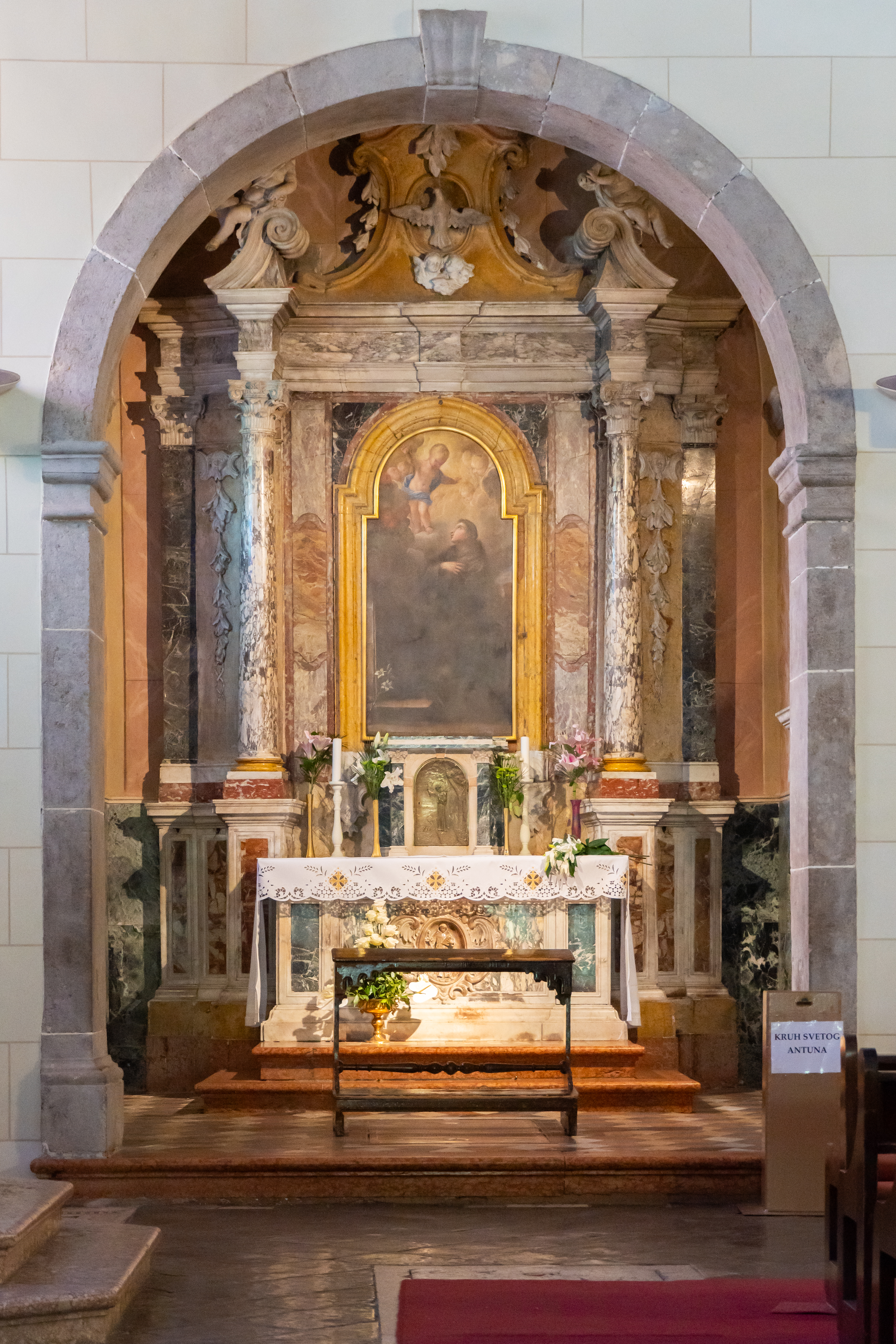
Innenansicht

Die Basilika Unserer Lieben Frau von Trsat (kroatisch Crkva Gospe Trsatske) ist eine römisch-katholische Kirche im Stadtteil Trsat von Rijeka, Kroatien. Die Kirche im Erzbistum  Rijeka ist der Gottesmutter Maria gewidmet und trägt den Titel einer Basilica minor.

## Geschichte
Zum Ende der Kreuzfahrerzeit wurde Nazareth 1263 von den Mameluken erobert und die Verkündigungsbasilika zerstört, die an der Stelle eines frühchristlichen Heiligtums des Geburtshauses der Jungfrau Maria stand. Ihre Ruine bliebe bis zum Fall von Akkon Wallfahrtsziel. Mit dem folgenden Rückzug wurden zahlreiche Reliquien nach Europa verschifft. So sollen die Steine des Heiligen Hauses 1291 in das illyrische Epirus, gemäß der Legende nach Trsat im heutigen Kroatien, und 1294 auf die gegenüberliegende Adriaküste in den Kirchenstaat gelangt und in der Basilika vom Heiligen Haus in Loreto wieder aufgebaut worden sein.
Im Jahre 1367 schickte Papst Urban V. den immer noch über den Verlust trauernden Bewohnern von Trsat ein Gnadenbild, das seitdem als „Mutter der Gnade“ auf dem Berg verehrt wird. Die kroatischen Fürsten der Frankopan bauten zunächst eine Kapelle und 1431 eine Kirche und ein Franziskanerkloster. Die Kirche wurde bis 1824 wiederholt erweitert. Sie gilt als älteste Kirche von Kroatien und ältestes Marienheiligtum des Landes. 1930 erhielt die Wallfahrtskirche durch Papst Pius XI. den Rang einer Basilica minor verliehen. 2003 wurde die Kirche von Papst Johannes Paul II. besucht, für den das Denkmal Der Pilger von Trsat vor der Kirche errichtet wurde.

## Architektur
Die Kirche ist auf einem Hügel oberhalb der Adria gelegen, 561 Treppenstufen führen von der Küste zur Wallfahrtskirche. Sie wurde in den verschiedenen Bauphasen in den jeweils aktuellen Stilrichtungen Gotik, Renaissance, Barock und Biedermeier geprägt. Die zweischiffige Kirche besitzt so ein Kreuzgewölbe, aber einen sehr schlichten Glockenturm von 1824.

## Ausstattung
Der prächtige, barocke Hauptaltar aus buntem Marmor stammt von 1692. Das Sanktuarium wird durch ein kunstvolles Eisengitter aus dem Jahr 1705 von der Kirche getrennt, es wurde 1705 von Bischof Martin Brajković von Zagreb gestiftet. 1714 malte der Venezianer Cristoforo Tasca das Großgemälde der Verkündigung über dem Triumphbogen. Das Gnadenbild wurde am 8. September 1715 gekrönt, die erste Krönung eines Marienbildes außerhalb Italiens überhaupt. Über dem Eingang wurde die Orgel installiert.